# Jabung (Mlarak)
Jabung is een bestuurslaag in het regentschap Ponorogo van de provincie Oost-Java, Indonesië. Jabung telt 2620 inwoners (volkstelling 2010).